# Motta Camastra
Motta Camastra – miejscowość i gmina we Włoszech, w regionie Sycylia, w prowincji Mesyna.
Według danych na rok 2004 gminę zamieszkiwało 861 osób, 34,4 os./km².